# کارلوس ملرو
کارلوس ملرو (اسپانیایی: Carlos Melero‎؛ زادهٔ ۱۷ فوریهٔ ۱۹۴۸) دوچرخه‌سوار اهل اسپانیا است. وی در بازی‌های المپیک تابستانی ۱۹۷۲ شرکت کرده است.